# 2006 en combiné nordique
| Années du combiné nordique : 2003 - 2004 - 2005 - 2006 - 2007 - 2008 - 2009    |
| Décennies du combiné nordique : 1970 - 1980 - 1990 - 2000 - 2010 - 2020 - 2030 |

Cette page reprend les résultats de combiné nordique de l'année 2006.

## Coupe du monde
Le classement général de la Coupe du monde 2006 fut remporté pour la troisième fois consécutive par le Finlandais Hannu Manninen. Il égale ainsi le Japonais Kenji Ogiwara, vainqueur de la Coupe du monde de 1993 à 1995.
Le Norvégien Magnus Moan est deuxième du classement général et l'Allemand Björn Kircheisen, troisième.

### Compétitions parallèles

#### Grand Prix d'Allemagne
Le Grand Prix d'Allemagne, compétition interne à la Coupe du monde, s'est déroulé comme l'année précédente lors des épreuves de Oberhof, Ruhpolding et Schonach. Comme l'année précédente, il a été remporté par le Finlandais Hannu Manninen, qui s'impose devant l'Allemand Ronny Ackermann ; l'Autrichien Felix Gottwald finit troisième.

### Coupe de la Forêt-noire
La coupe de la Forêt-noire 2006 fut remportée par Hannu Manninen.

### Festival de ski d'Holmenkollen

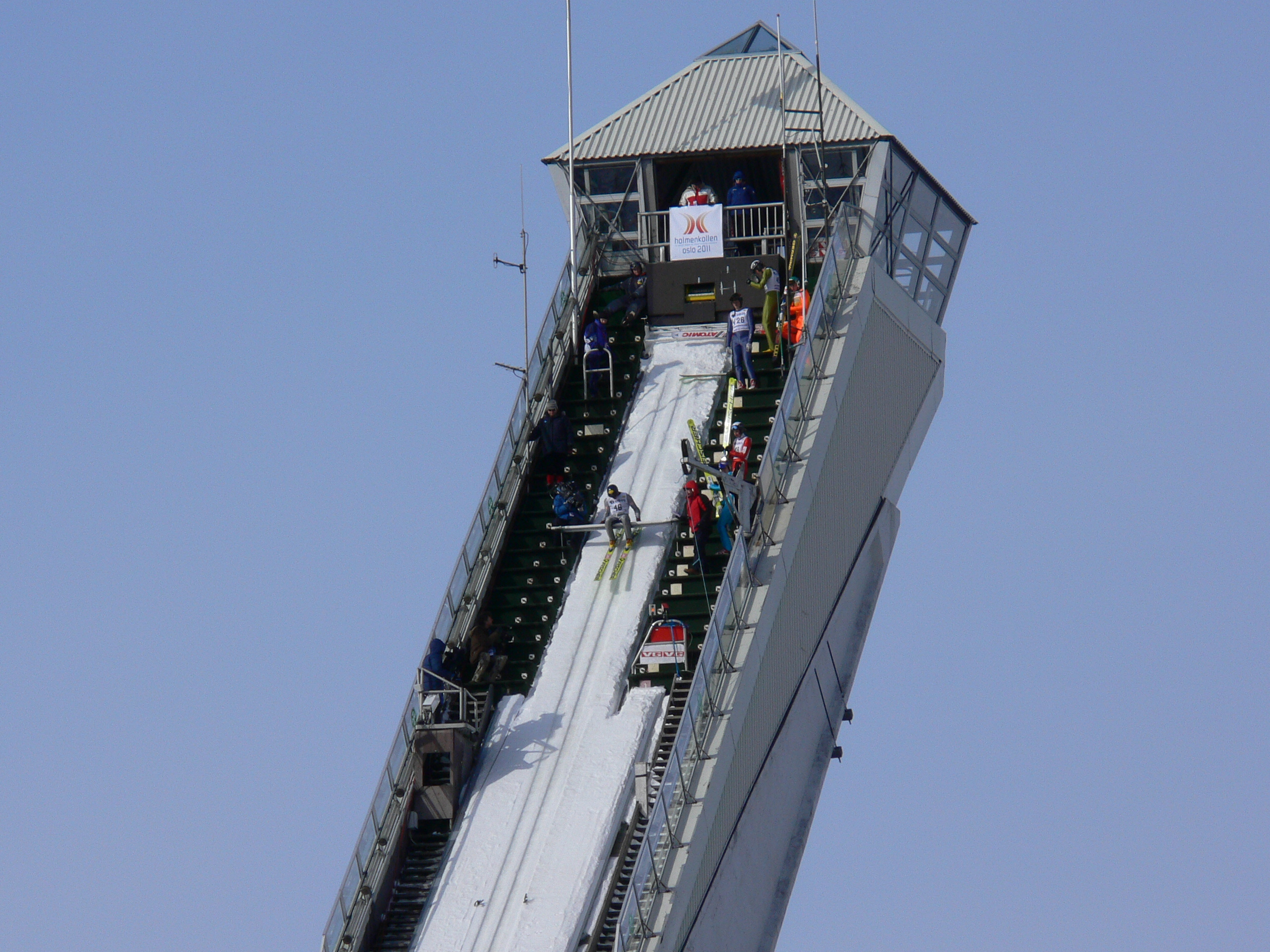
Le sommet du tremplin de Holmenkollen en 2006.

Le Gundersen de l'édition 2006 du festival de ski d'Holmenkollen fut remportée par le Norvégien Petter Tande
devant le Français Jason Lamy-Chappuis. Le Finlandais Anssi Koivuranta est troisième.
Le sprint, dont l'épreuve de saut fut disputée sur le même tremplin, fut remporté par l'Allemand Björn Kircheisen. Le Norvégien Magnus Moan est deuxième devant le Finlandais Anssi Koivuranta.

### Jeux du ski de Lahti
Le Gundersen des Jeux du ski de Lahti 2006 fut remportée par le coureur norvégien Magnus Moan. Il s'impose devant l'Allemand Björn Kircheisen. L'Autrichien Felix Gottwald, vainqueur du sprint de Lahti en 2003, est troisième.
Le hurricane start voit s'imposer l'Allemand Björn Kircheisen. Le Norvégien Petter Tande est deuxième, devant L'Allemand Georg Hettich.

## Jeux olympiques
Les Jeux olympiques d'hiver eurent lieu à Turin, en Italie. Les épreuves de combiné furent disputées à Val di Fiemme.
Le relais fut remporté par l'équipe d'Autriche, composée de Christoph Bieler, Felix Gottwald, Michael Gruber et Mario Stecher.
Le Gundersen, pour la dernière fois disputé sur une distance de 15 kilomètres, fut remporté par l'Allemand Georg Hettich. L'Autrichien Felix Gottwald décroche la médaille d'argent tandis que le Norvégien Magnus Moan s'empare du bronze.
Le podium du sprint est occupé par les trois mêmes coureurs : il est remporté par l'Autrichien Felix Gottwald ; son dauphin est le Magnus Moan et la médaille de bronze revient à l'Allemand Georg Hettich.

## Championnat du monde juniors
Le Championnat du monde juniors 2006 a eu lieu à Kranj, en Slovénie.
Le Français François Braud a remporté le Gundersen devant l'Allemand Tom Beetz suivi par le Tchèque Miroslav Dvorak.
Le sprint a vu la victoire de l'Allemand Tom Beetz devant le Japonais Akito Watabe. Le Tchèque Miroslav Dvorak termine troisième.
Le relais a été remporté par l'équipe d'Allemagne, composée par Toni Englert, Ruben Welde, Stefan Tuss et Tom Beetz. L'équipe d'Autriche (Tomaz Druml, Tobias Kammerlander, Marco Pichlmayer & Alfred Rainer) est deuxième, devant l'équipe de Norvège (Jonas Nermoen, Joakim Klaussen Aakvik, Torkild Rasmussen Aam & Thomas Kjelbotn).

## Coupe du monde B
Le classement général de la Coupe du monde B 2006 fut remporté par l'Allemand Florian Schillinger. Il s'impose devant son compatriote Stephan Münchmeyer. Le Français Maxime Laheurte est troisième. 

## Grand Prix d'été
Le Grand Prix d'été 2006 a fait l'objet d'un podium entièrement autrichien : il a été remporté, comme l'année précédente, par Christoph Bieler, qui s'impose devant ses compatriotes Mario Stecher et Felix Gottwald.

## Coupe OPA
Le jeune Allemand Toni Englert (pl) remporte la coupe OPA 2006.